# Caserne retranchée du Faron
La caserne retranchée du Faron est un édifice situé dans la ville de Toulon, dans la Provence-Alpes-Côte d'Azur dans le Var.

## Histoire
Le projet général pour la défense de Toulon, en 1763-1764, envisage la construction de deux redoutes dans le secteur est de la montagne, l'une dont l'emplacement serait à la Croix Faron et l'autre à l’emplacement du futur fort Faron. La distance par rapport à la ville a poussé à construire un cantonnement de chantier avec un impluvium pour fournir l'eau durant les travaux. Il fut construit et réalisé par Louis d'Aguillon en 1766.  Dès l'année suivante, il est enveloppé d'une enceinte et d'un fossé, devient une caserne retranchée et intègre le système défensif permanent.
La caserne, y compris le fossé qui l'entoure sur les trois côtés ouest, nord et est, ainsi que la rampe d'accès ouest, sont inscrits en totalité au titre des monuments historiques par arrêté du 22 septembre 2015.